# Hino da Região Autónoma da Madeira
Der Hino da Região Autónoma da Madeira ist die Hymne der Região Autónoma da Madeira, der autonomen portugiesischen Region Madeira. Sie wurde mit dem Decreto Regional 12/80/M vom 16. September 1980 als offizielle Hymne der Region festgelegt.
Der Text stammt von Ornelas Teixeira, die Musik von João Victor Costa.